# 31 maj
31 maj är den 151:a dagen på året i den gregorianska kalendern (152:a under skottår). Det återstår 214 dagar av året. Enligt en kalendarisk definition är detta den sista dagen på våren.

## Återkommande bemärkelsedagar

### Nationaldagar
- Sydafrika (1910–1993) (till minne av självständigheten från Storbritannien 1910 och 1961)

## Namnsdagar

### I den svenska almanackan
- Nuvarande – Petronella och Pernilla
- Föregående i bokstavsordning
  - Iris – Namnet infördes på dagens datum 1986. 1993 flyttades det till 13 mars och 2001 till 10 februari.
  - Isa – Namnet infördes på dagens datum 1986, men utgick 2001.
  - Isabella – Namnet infördes på dagens datum 1901 och fanns där fram till 2001, då det flyttades till 30 oktober.
  - Pernilla – Namnet infördes 1986 på 1 augusti och fanns där fram till 2001, då det flyttades till dagens datum.
  - Petronella – Namnet fanns, till minne av aposteln Petrus dotter med detta namn, på dagens datum före 1901, då det utgick. 1986 återinfördes det, men då på 7 mars. 1993 flyttades det till 9 juni och 2001 tillbaka till dagens datum.
- Föregående i kronologisk ordning
  - Före 1901 – Petronella
  - 1901–1985 – Isabella
  - 1986–1992 – Isabella, Iris och Isa
  - 1993–2000 – Isabella och Isa
  - Från 2001 – Petronella och Pernilla
- Källor
  - Brylla, Eva (red.): Namnlängdsboken, Norstedts ordbok, Stockholm, 2000. ISBN 91-7227-204-X
  - af Klintberg, Bengt: Namnen i almanackan, Norstedts ordbok, Stockholm, 2001. ISBN 91-7227-292-9

### Finlandssvenska almanackan
- Nuvarande från 1973[1] – Helge, Helga
- I föregående revideringar[a][2]
  - 1929–1949 – Helge, Helga
  - 1950–1972 – Helga

## Händelser
- 455 – Petronius Maximus dör igenom stening från pöbeln. Petronius Maximus var västromersk kejsare.
- 1064 – Motpåven Honorius II blir avsatt, efter att ha varit pretendent till påvestolen sedan 1061, med stöd av den tysk-romerske kejsaren. Han har till och med lyckats köra bort den rättmätige påven Alexander II från Rom, men eftersom kejsaren Henrik IV och hans mor Agnes av Poitou (som är hans förmyndare) tillfälligt har blivit bortkörda från makten av biskop Anno av Köln har Honorius nu förlorat sitt stöd. Alexander II lyckas därmed återta påvemakten och bannlysa honom. Honorius fortsätter dock att hävda sina anspråk tills han dör 1072.
- 1223 – En mongolisk här besegrar en östslavisk i slaget vid Kalkafloden.
- 1307 – Den danske kungen Erik Menveds bror hertig Kristofer utfärdar stadsprivilegium för Halmstad i södra Halland, vilket blir stadens äldsta bevarade privilegiebrev (det är alltså okänt om orten har haft stadsprivilegium tidigare). Vid tillfället ligger staden inte på sin nuvarande plats, utan där Övraby kyrkoruin nu ligger, där det har funnits en borg sedan 1000-talet. Redan på 1320-talet flyttas staden dock till sin nuvarande plats.
- 1520 – Adelsmannen Gustav Eriksson (Vasa) landstiger på svensk mark på Stensö udde utanför Kalmar, efter att i ett år ha suttit fängslad på Kalø slott och sedan ha flytt till Lübeck. Han tar sig upp genom Sverige. Då han är efterlyst av den danska ockupationsmakten tvingas han ständigt på flykt och kommer därför upp till Dalarna, där han ett halvår senare lyckas uppvigla dalkarlarna till att inleda ett uppror mot danskarna.
- 1578 – Henrik III av Frankrike lägger den första stenen till bron Pont Neuf. Bron börjar uppföras. Bron stod sedan klar år 1607.
- 1862 – Slaget vid Seven Pines inleds.
- 1864 – Slaget vid Cold Harbor inleds.
- 1889 – Över 2 200 människor dör efter att en damm gett vika och sänder en 18 meter vägg av vatten över staden Johnstown i Pennsylvania.
- 1902 – Det andra boerkriget, som har utkämpats mellan Storbritannien och Oranjefristaten och Sydafrikanska unionen sedan 1899, avslutas genom fördraget i Vereeniging. Områdena Oranjefristaten och Transvaal erkänner den brittiska överhögheten och att de är brittiska kolonier, medan britterna tillerkänner dessa områden visst inre självstyre. Detta banar väg för grundandet av Sydafrikanska unionen 1910.
- 1910 – Den brittiska Kapkolonin och de relativt självstyrande brittiska områdena Transvaal, Natalkolonin och Oranjefristaten slås samman och bildar Sydafrikanska unionen.[3] Detta blir ett självständigt land inom det brittiska imperiet, men formellt med de brittiska monarkerna fortsatt som statschefer. Dagen firas därmed som landets nationaldag fram till 1993, även sedan landet samma dag 1961 har blivit helt självständig republik.
- 1911 – Oceanångaren RMS Titanic sjösätts i Belfast.
- 1916 – Skagerrakslaget inleds på Nordsjön väster om Jylland mellan den brittiska Grand Fleet och den tyska högsjöflottan och pågår till dagen därpå. Slaget, som i praktiken slutar taktiskt oavgjort men där båda sidor räknar sig som segrare, blir första världskrigets enda större sammandrabbning mellan flottor och britterna behåller sin dominans på Nordsjön.
- 1935 – En jordbävning förstör staden Quetta i Brittiska Indien (nuvarande Pakistan) och 40 000 människor omkommer.
- 1939 – Danmark tackar ja till den icke-angreppspakt, som Tyskland några veckor tidigare har erbjudit. Tyskland har erbjudit samtliga nordiska länder denna pakt, men de övriga (Finland, Norge och Sverige) har alla två veckor tidigare tackat nej till den. Pakten blir dock värdelös för Danmarks del, eftersom Tyskland drygt tio månader senare ändå invaderar både Danmark och Norge.
- 1961 – Sydafrika utropar sig till självständig republik (med namnet Republiken Sydafrika) och lämnar därmed det brittiska samväldet, på dagen 51 år efter att landet har blivit självständigt inom det brittiska imperiet. Dagen fortsätter därmed i dubbel bemärkelse att vara landets nationaldag och är det fram till 1993, varefter 27 april från och med 1994 blir nationaldag.
- 1970 – En jordbävning inträffar i Ancash. 75 000 människor dör och 200 000 människor skadas i vad som är en av de största naturkatastroferna i Perus historia.
- 2013 – Asteroiden 1998 QE2 och dess måne gör sitt närmaste tillvägagångssätt till jorden för de närmaste två århundradena.
- 2017 – En bilbomb exploderar i en trång korsning i Kabul nära den tyska ambassaden under rusningstid. Minst 150 personer dör och minst 413 personer skadas.
- 2019 – En masskjutning sker i en kommunal byggnad i Virginia Beach i USA. 12 personer dör inklusive gärningsmannen och 6 personer skadas.[4]

## Födda
- 1400 – Domenico Capranica, italiensk kardinal
- 1443 – Margaret Beaufort, engelsk adelsdam, mor till kung Henrik VII
- 1635 – Patrick Gordon, skotsk-rysk general
- 1750 – Karl August von Hardenberg, preussisk statsman och furste
- 1773 – Ludwig Tieck, tysk romantisk poet
- 1819 – Walt Whitman, amerikansk diktare
- 1829 – Karl Eduard Richard Voigtel, tysk arkitekt
- 1832 – Aleksandr Polovtsov, rysk politiker och historiker
- 1836 – Jules Chéret, fransk konstnär
- 1840 – Walter Richard Sickert, brittisk konstnär inom impressionismen
- 1843 – Fredrikke Marie Qvam, norsk kvinnorättskämpe
- 1849 – Carl Fredrik Hill, svensk konstnär
- 1855 – John Karlsson, svensk politiker (högerman) och borgmästare i Västerås
- 1857 – Pius XI, född Ambrogio Damiano Achille Ratti, påve 1922–1939
- 1871 – John G. Townsend, amerikansk republikansk politiker och affärsman, guvernör i Delaware 1917–1921 och senator för samma delstat 1929–1941
- 1883 – Lauri Kristian Relander, finländsk agrarförbundspolitiker, Finlands president 1925–1931
- 1886 – Clemens Klotz, tysk arkitekt
- 1887
  - Gunnar Björling, finlandssvensk poet och författare
  - Saint-John Perse, fransk diplomat och författare, mottagare av Nobelpriset i litteratur 1960
- 1891 – Martin Ericsson, svensk skådespelare
- 1892
  - Gregor Strasser, tysk nazistisk politiker
  - Erich Neumann, tysk nazistisk politiker
  - Konstantin Paustovskij, sovjetisk författare
- 1898 – Emil A. Lingheim, svensk fotograf, ljudingenjör och regissör
- 1899 – Olle Hedberg, svensk författare, ledamot av Svenska Akademien från 1957
- 1902 – Friedrich Hielscher, tysk poet och filosof
- 1906 – Holger Höglund, svensk skådespelare och manusförfattare
- 1907 – Åke Holmberg, svensk författare, mest känd för böckerna om Ture Sventon
- 1908 – Nils Jönsson, svensk skådespelare, komiker och teaterdirektör med artistnamnet Nils Poppe
- 1914 – Alfred Dahlqvist, svensk skidåkare med smeknamnet Håsjö, bragdmedaljör
- 1915
  - Björn Forsell, svensk skådespelare och operasångare
  - Ragnar Thorngren, svensk travkusk och travtränare
- 1916 – Massimo Serato, italiensk skådespelare
- 1917
  - Ortrud Mann, svensk dirigent och kantor
  - Eric Sundquist, svensk skådespelare
- 1919
  - Vance Hartke, amerikansk demokratisk politiker, senator för Indiana 1959–1977
  - E.T. Mensah, ghanansk musiker
- 1921 – Alida Valli, italiensk skådespelare
- 1922 – Denholm Elliott, brittisk skådespelare
- 1923
  - Ellsworth Kelly, amerikansk konstnär
  - Rainier III, furste av Monaco 1949–2005
- 1924 – Gisela May, tysk skådespelare
- 1926
  - Staffan Lindén, svensk skämttecknare och författare
  - John Kemeny, ungersk-amerikansk matematiker och programmerare
- 1927 – Erik Sjögren, svensk balettdansör och skådespelare
- 1928
  - Maj Larsson, svensk sångare, skådespelare och talpedagog
  - Siv Larsson, svensk sångerska och skådespelare
- 1930 – Clint Eastwood, amerikansk skådespelare och regissör
- 1931 – Robert Schrieffer, amerikansk fysiker, mottagare av Nobelpriset i fysik 1972
- 1932
  - Margaretha Löwler, svensk skådespelare
  - William Thoresson, svensk gymnast, OS-guld 1952
- 1934 – Karl-Erik Welin, svensk kompositör
- 1938 – Peter Yarrow, amerikansk sångare i gruppen Peter, Paul and Mary
- 1941
  - Louis J. Ignarro, amerikansk farmakolog, mottagare av Nobelpriset i fysiologi eller medicin 1998
  - William Nordhaus, amerikansk nationalekonom, mottagare av Sveriges riksbanks pris i ekonomisk vetenskap till Alfred Nobels minne 2018
- 1945 – Rainer Werner Fassbinder, västtysk regissör
- 1948 – Svetlana Aleksijevitj, vitrysk författare, mottagare av Nobelpriset i litteratur 2015
- 1949 – Tom Berenger, amerikansk skådespelare och producent
- 1951 – Bob Blizzard, brittisk labourpolitiker, parlamentsledamot 1997–2010
- 1952 – Karl Bartos, tysk musiker, medlem i gruppen Kraftwerk 1975–1990
- 1960 – Chris Elliott, amerikansk komiker och skådespelare
- 1965 – Brooke Shields, amerikansk skådespelare
- 1969 – Niklas Jonsson, svensk längdskidåkare
- 1972 – Michael Carlsson, svensk bandyspelare
- 1976 – Colin Farrell, irländsk skådespelare
- 1977 – Petr Tenkrát, tjeckisk ishockeyspelare
- 1978 – Anna Ternheim, svensk musiker, pianist, gitarrist, sångare och låtskrivare
- 1982 – Jonathan Tucker, amerikansk skådespelare
- 1983 – Anders Wallner, svensk miljöpartistisk politiker
- 1985 – Markus ”Knappen” Johansson, svensk programledare, underhållare och radioprofil
- 1986 – Sopo Chalvasji, georgisk artist
- 1990 – Erik Karlsson, svensk ishockeyspelare

## Avlidna
- 1246 – Isabella, omkring 58, Englands drottning 1200–1216 (gift med Johan utan land)
- 1321 – Birger Magnusson, 41, kung av Sverige 1290–1318
- 1594 – Tintoretto, 76, italiensk målare
- 1648 – Gustaf Oxenstierna, 34, svensk friherre, riksråd och landshövding
- 1740 – Fredrik Vilhelm I, 51, kung av Preussen sedan 1713
- 1747 – Heinrich Ostermann, 60, tyskfödd rysk politiker och greve
- 1787 – Felix av Nicosia, 71, italiensk kapucinmunk och helgon
- 1809
  - Joseph Haydn, 77, österrikisk kompositör
  - Jean Lannes, 40, marskalk av Frankrike
- 1832 – Évariste Galois, 20, fransk matematiker
- 1841 – George Green, 47, brittisk matematiker och fysiker
- 1896 – Homer V.M. Miller, 82, amerikansk demokratisk politiker och läkare, senator för Georgia 1871
- 1926 – Knut Wicksell, 74, svensk nationalekonom och politisk aktivist
- 1945 – Odilo Globocnik, 41, slovensk-österrikisk nazistisk politiker och SS-Obergruppenführer
- 1960 – Walther Funk, 69, tysk ekonom och nazistisk politiker
- 1962
  - Henry F. Ashurst, 87, amerikansk demokratisk politiker, senator för Arizona 1912–1941
  - Adolf Eichmann, 56, tysk SS-officer (avrättad)
- 1967 – Billy Strayhorn, 51, amerikansk musiker och kompositör
- 1968 – Erik Lindegren, 57, svensk författare, ledamot av Svenska Akademien sedan 1962
- 1976
  - Jacques Monod, 66, fransk biokemist, mottagare av Nobelpriset i fysiologi eller medicin 1965
  - Karl Witzell, 91, tysk sjömilitär, generalamiral
- 1983 – Jack Dempsey, 87, amerikansk boxare
- 1986 – James Rainwater, 68, amerikansk fysiker, mottagare av Nobelpriset i fysik 1975
- 1988 – Moltas Erikson, 55, svensk radioprofil
- 1990 – Elsa Hofgren, 95, svensk skådespelare
- 1996 – Timothy Leary, 75, amerikansk författare, psykolog och drogförespråkare
- 1997 – Oswald Kaduk, 90, tysk SS-officer och dömd krigsförbrytare
- 2003 – Rene Theodore, 63, haitisk kommunistisk politiker, ordförande för Haitis kommunistiska parti
- 2006 – Raymond Davis Jr., 91, amerikansk fysiker, mottagare av Nobelpriset i fysik 2002
- 2007 – Kenth Pettersson, 58, svensk fackföreningsledare och generaldirektör
- 2008
  - John Ambler, 84, brittisk affärsman
  - Per-Erik Larsson, 79, svensk skidåkare
- 2009 – Millvina Dean, 97, brittisk kvinna, yngsta passageraren ombord på och sista överlevande från ångfartyget RMS Titanic
- 2010 – Louise Bourgeois, 98, fransk skulptör
- 2011
  - Pauline Betz, 91, amerikansk tennisspelare
  - Sølvi Wang, 81, norsk skådespelare och sångare
- 2012 – Paul Pietsch, 100, tysk formel 1-förare
- 2013 – Jean Stapleton, 90, amerikansk skådespelerska och sångerska
- 2016 – Mohamed Abdelaziz, 68, västsaharisk politiker, president för Sahariska arabiska demokratiska republiken
- 2020
  - Carina Boberg, 68, svensk skådespelare
  - Christo Vladimirov Javacheff, 84, bulgarisk konstnär
- 2023 – Olof Ruin, 95, svensk statsvetare